# Mistrovství světa ve fotbale 1974
10. Mistrovství světa ve fotbale se konalo od 13. června do 7. července 1974 v Západním Německu. Zúčastnilo se jej 16 celků. Finále se hrálo 7. července 1974.
Celkem padlo na turnaji 97 branek, což je v průměru 2,6 branky na zápas.
Nejlepší střelec turnaje z 7 brankami se stal Grzegorz Lato (Polsko).
Hvězdy mistrovství světa: Franz Beckenbauer (SRN), Johan Cruijff (Nizozemsko), Grzegorz Lato (Polsko)

## Stupně vítězů
| Zlato | Stříbro    | Bronz  | 4. místo |
| ----- | ---------- | ------ | -------- |
| NSR   | Nizozemsko | Polsko | Brazílie |

## Kvalifikace
Kvalifikace se zúčastnilo 99 fotbalových reprezentací, které bojovaly o 14 místenek na závěrečném turnaji. Pořadatelská SRN spolu s obhájcem titulu - Brazílií měli účast jistou.

### Kvalifikované týmy
| Vlajka           | Stát Archivováno 16. 10. 2015 na Wayback Machine. | Soupisky                                     |
| ---------------- | ------------------------------------------------- | -------------------------------------------- |
| Nizozemsko       | Nizozemsko (Evropa)                               | Archivováno 25. 10. 2015 na Wayback Machine. |
| Bulharsko        | Bulharsko (Evropa)                                | Archivováno 6. 7. 2020 na Wayback Machine.   |
| Východní Německo | NDR (Evropa)                                      | Archivováno 5. 3. 2016 na Wayback Machine.   |
| Polsko           | Polsko (Evropa)                                   | Archivováno 2. 11. 2015 na Wayback Machine.  |
| Skotsko          | Skotsko (Evropa)                                  | Archivováno 6. 7. 2020 na Wayback Machine.   |
| Itálie           | Itálie (Evropa)                                   | Archivováno 6. 3. 2016 na Wayback Machine.   |
| Jugoslávie       | Jugoslávie (Evropa)                               | Archivováno 6. 3. 2016 na Wayback Machine.   |
| Švédsko          | Švédsko (Evropa)                                  | Archivováno 6. 7. 2020 na Wayback Machine.   |
| Německo          | NSR (Evropa)                                      | Archivováno 25. 10. 2015 na Wayback Machine. |
| Haiti            | Haiti (Střední Amerika)                           | Archivováno 15. 10. 2015 na Wayback Machine. |
| Brazílie         | Brazílie (Jižní Amerika)                          | Archivováno 13. 9. 2015 na Wayback Machine.  |
| Uruguay          | Uruguay (Jižní Amerika)                           | Archivováno 6. 3. 2016 na Wayback Machine.   |
| Chile            | Chile (Jižní Amerika)                             | Archivováno 6. 3. 2016 na Wayback Machine.   |
| Argentina        | Argentina (Jižní Amerika)                         | Archivováno 4. 3. 2018 na Wayback Machine.   |
| Zair             | Zaire (Afrika)                                    | Archivováno 6. 3. 2016 na Wayback Machine.   |
| Austrálie        | Austrálie (Austrálie)                             | Archivováno 6. 3. 2016 na Wayback Machine.   |

## Skupinová fáze

### Skupina 1
| Tým       | Z | V | R | P | VG | IG | +/- | B |
| --------- | - | - | - | - | -- | -- | --- | - |
| NDR       | 3 | 2 | 1 | 0 | 4  | 1  | +3  | 5 |
| SRN       | 3 | 2 | 0 | 1 | 4  | 1  | +3  | 4 |
| Chile     | 3 | 0 | 2 | 1 | 1  | 2  | -1  | 2 |
| Austrálie | 3 | 0 | 1 | 2 | 0  | 5  | -5  | 1 |

| 14. června 1974 16:00 SEČ |        |       |                                                                                        |
| SRN                       | 1 : 0  | Chile | Olympiastadion Berlín, Západní Berlín diváci: 83 168 rozhodčí: Doğan Babacan (Turecko) |
| Breitner 18'              | Report |       | Olympiastadion Berlín, Západní Berlín diváci: 83 168 rozhodčí: Doğan Babacan (Turecko) |

| 14. června 1974 19:30 SEČ    |        |           |                                                                              |
| NDR                          | 2 : 0  | Austrálie | Volksparkstadion, Hamburk diváci: 10 000 rozhodčí: Youssou N'Diaye (Senegal) |
| Curran 58' (vl.) Streich 72' | Report |           | Volksparkstadion, Hamburk diváci: 10 000 rozhodčí: Youssou N'Diaye (Senegal) |

| 18. června 1974 16:00 SEČ |        |                                     |                                                                                  |
| Austrálie                 | 0 : 3  | SRN                                 | Volksparkstadion, Hamburk diváci: 35 000 rozhodčí: Mahmoud Mustafa Kamel (Egypt) |
|                           | Report | Overath 12' Cullmann 34' Müller 53' | Volksparkstadion, Hamburk diváci: 35 000 rozhodčí: Mahmoud Mustafa Kamel (Egypt) |

| 18. června 1974 19:30 SEČ |        |              |                                                                                          |
| Chile                     | 1 : 1  | NDR          | Olympiastadion Berlín, Západní Berlín diváci: 20 000 rozhodčí: Aurelio Angonese (Itálie) |
| Ahumada 69'               | Report | Hoffmann 55' | Olympiastadion Berlín, Západní Berlín diváci: 20 000 rozhodčí: Aurelio Angonese (Itálie) |

| 22. června 1974 16:00 SEČ |        |       |                                                                                    |
| Austrálie                 | 0 : 0  | Chile | Olympiastadion Berlín, Západní Berlín diváci: 14 681 rozhodčí: Jafar Namdar (Írán) |
|                           | Report |       | Olympiastadion Berlín, Západní Berlín diváci: 14 681 rozhodčí: Jafar Namdar (Írán) |

| 22. června 1974 19:30 SEČ |        |     |                                                                            |
| NDR                       | 1 : 0  | SRN | Volksparkstadion, Hamburk diváci: 60 350 rozhodčí: Ramón Barreto (Uruguay) |
| Sparwasser 77'            | Report |     | Volksparkstadion, Hamburk diváci: 60 350 rozhodčí: Ramón Barreto (Uruguay) |

### Skupina 2
| Tým        | Z | V | R | P | VG | IG | +/- | B |
| ---------- | - | - | - | - | -- | -- | --- | - |
| Jugoslávie | 3 | 1 | 2 | 0 | 10 | 1  | +9  | 4 |
| Brazílie   | 3 | 1 | 2 | 0 | 3  | 0  | +3  | 4 |
| Skotsko    | 3 | 1 | 2 | 0 | 3  | 1  | +2  | 4 |
| Zair       | 3 | 0 | 0 | 3 | 0  | 14 | -14 | 0 |

| 13. června 1974 17:00 SEČ |        |            |                                                                                         |
| Brazílie                  | 0 : 0  | Jugoslávie | Waldstadion, Frankfurt nad Mohanem diváci: 62 000 rozhodčí: Rudolf Scheurer (Švýcarsko) |
|                           | Report |            | Waldstadion, Frankfurt nad Mohanem diváci: 62 000 rozhodčí: Rudolf Scheurer (Švýcarsko) |

| 14. června 1974 19:30 SEČ |        |                        |                                                                               |
| Zair                      | 0 : 2  | Skotsko                | Westfalenstadion, Dortmund diváci: 25 000 rozhodčí: Gerhard Schulenburg (NSR) |
|                           | Report | Lorimer 26' Jordan 34' | Westfalenstadion, Dortmund diváci: 25 000 rozhodčí: Gerhard Schulenburg (NSR) |

| 18. června 1974 19:30 SEČ                                                                      |        |      |                                                                                   |
| Jugoslávie                                                                                     | 9 : 0  | Zair | Parkstadion, Gelsenkirchen diváci: 20 000 rozhodčí: Omar Delgado Gómez (Kolumbie) |
| Bajević 8', 30', 81' Džajić 14' Šurjak 18' Katalinski 22' Bogićević 35' Oblak 61' Petković 65' | Report |      | Parkstadion, Gelsenkirchen diváci: 20 000 rozhodčí: Omar Delgado Gómez (Kolumbie) |

| 18. června 1974 19:30 SEČ |        |          |                                                                                          |
| Skotsko                   | 0 : 0  | Brazílie | Waldstadion, Frankfurt nad Mohanem diváci: 50 000 rozhodčí: Arie van Gemert (Nizozemsko) |
|                           | Report |          | Waldstadion, Frankfurt nad Mohanem diváci: 50 000 rozhodčí: Arie van Gemert (Nizozemsko) |

| 22. června 1974 16:00 SEČ |        |            |                                                                                                 |
| Skotsko                   | 1 : 1  | Jugoslávie | Waldstadion, Frankfurt nad Mohanem diváci: 60 000 rozhodčí: Alfonso González Archundia (Mexiko) |
| Jordan 88'                | Report | Karasi 81' | Waldstadion, Frankfurt nad Mohanem diváci: 60 000 rozhodčí: Alfonso González Archundia (Mexiko) |

| 22. června 1974 16:00 SEČ |        |                                          |                                                                               |
| Zair                      | 0 : 3  | Brazílie                                 | Parkstadion, Gelsenkirchen diváci: 35 000 rozhodčí: Nicolae Rainea (Rumunsko) |
|                           | Report | Jairzinho 12' Rivelino 66' Valdomiro 79' | Parkstadion, Gelsenkirchen diváci: 35 000 rozhodčí: Nicolae Rainea (Rumunsko) |

### Skupina 3
| Tým        | Z | V | R | P | VG | IG | +/- | B |
| ---------- | - | - | - | - | -- | -- | --- | - |
| Nizozemsko | 3 | 2 | 1 | 0 | 6  | 1  | +5  | 5 |
| Švédsko    | 3 | 1 | 2 | 0 | 3  | 0  | +3  | 4 |
| Bulharsko  | 3 | 0 | 2 | 1 | 2  | 5  | -3  | 2 |
| Uruguay    | 3 | 0 | 1 | 2 | 1  | 6  | -5  | 1 |

| 15. června 1974 16:00 SEČ |        |             |                                                                                   |
| Uruguay                   | 0 : 2  | Nizozemsko  | Niedersachsenstadion, Hannover diváci: 53 700 rozhodčí: Károly Palotai (Maďarsko) |
|                           | Report | Rep 7', 86' | Niedersachsenstadion, Hannover diváci: 53 700 rozhodčí: Károly Palotai (Maďarsko) |

| 15. června 1974 16:00 SEČ |        |           |                                                                             |
| Švédsko                   | 0 : 0  | Bulharsko | Rheinstadion, Düsseldorf diváci: 22 500 rozhodčí: Edison Perez Nunez (Peru) |
|                           | Report |           | Rheinstadion, Düsseldorf diváci: 22 500 rozhodčí: Edison Perez Nunez (Peru) |

| 19. června 1974 19:30 SEČ |        |           |                                                                              |
| Uruguay                   | 1 : 1  | Bulharsko | Niedersachsenstadion, Hannover diváci: 12 000 rozhodčí: Jack Taylor (Anglie) |
| Pavoni 87'                | Report | Bonev 75' | Niedersachsenstadion, Hannover diváci: 12 000 rozhodčí: Jack Taylor (Anglie) |

| 19. června 1974 19:30 SEČ |        |         |                                                                               |
| Nizozemsko                | 0 : 0  | Švédsko | Westfalenstadion, Dortmund diváci: 53 700 rozhodčí: Werner Winsemann (Kanada) |
|                           | Report |         | Westfalenstadion, Dortmund diváci: 53 700 rozhodčí: Werner Winsemann (Kanada) |

| 23. června 1974 16:00 SEČ                          |        |                |                                                                               |
| Nizozemsko                                         | 4 : 1  | Bulharsko      | Westfalenstadion, Dortmund diváci: 52 100 rozhodčí: Tony Boskovic (Austrálie) |
| Neeskens 5' (pen.), 44' (pen.) Rep 71' de Jong 88' | Report | Krol 78' (vl.) | Westfalenstadion, Dortmund diváci: 52 100 rozhodčí: Tony Boskovic (Austrálie) |

| 23. června 1974 16:00 SEČ     |        |         |                                                                             |
| Švédsko                       | 3 : 0  | Uruguay | Rheinstadion, Düsseldorf diváci: 27 100 rozhodčí: Erich Linemayr (Rakousko) |
| Edström 46', 77' Sandberg 74' | Report |         | Rheinstadion, Düsseldorf diváci: 27 100 rozhodčí: Erich Linemayr (Rakousko) |

### Skupina 4
| Tým       | Z | V | R | P | VG | IG | +/- | B |
| --------- | - | - | - | - | -- | -- | --- | - |
| Polsko    | 3 | 3 | 0 | 0 | 12 | 3  | +9  | 6 |
| Argentina | 3 | 1 | 1 | 1 | 7  | 5  | +2  | 3 |
| Itálie    | 3 | 1 | 1 | 1 | 5  | 4  | +1  | 3 |
| Haiti     | 3 | 0 | 0 | 3 | 2  | 14 | -12 | 0 |

| 15. června 1974 18:00 SEČ           |        |           |                                                                                        |
| Itálie                              | 3 : 1  | Haiti     | Olympiastadion Mnichov, Mnichov diváci: 51 100 rozhodčí: Vicente Llobregat (Venezuela) |
| Rivera 52' Benetti 64' Anastasi 78' | Report | Sanon 46' | Olympiastadion Mnichov, Mnichov diváci: 51 100 rozhodčí: Vicente Llobregat (Venezuela) |

| 15. června 1974 18:00 SEČ |        |                           |                                                                        |
| Polsko                    | 3 : 2  | Argentina                 | Neckarstadion, Stuttgart diváci: 31 500 rozhodčí: Clive Thomas (Wales) |
| Lato 7', 62' Szarmach 8'  | Report | Heredia 60' Babington 66' | Neckarstadion, Stuttgart diváci: 31 500 rozhodčí: Clive Thomas (Wales) |

| 19. června 1974 19:30 SEČ |        |                   |                                                                        |
| Argentina                 | 1 : 1  | Itálie            | Neckarstadion, Stuttgart diváci: 68 900 rozhodčí: Pavel Kazakov (SSSR) |
| Houseman 20'              | Report | Perfumo 35' (vl.) | Neckarstadion, Stuttgart diváci: 68 900 rozhodčí: Pavel Kazakov (SSSR) |

| 19. června 1974 19:30 SEČ |        |                                                           |                                                                                          |
| Haiti                     | 0 : 7  | Polsko                                                    | Olympiastadion Mnichov, Mnichov diváci: 23 400 rozhodčí: Govindasamay Suppiah (Singapur) |
|                           | Report | Lato 17', 87' Deyna 18' Szarmach 30', 34', 50' Gorgoń 31' | Olympiastadion Mnichov, Mnichov diváci: 23 400 rozhodčí: Govindasamay Suppiah (Singapur) |

| 23. června 1974 16:00 SEČ               |        |           |                                                                                           |
| Argentina                               | 4 : 1  | Haiti     | Olympiastadion Mnichov, Mnichov diváci: 24 000 rozhodčí: Pablo Sánchez Ibáñez (Španělsko) |
| Yazalde 15', 68' Houseman 18' Ayala 55' | Report | Sanon 63' | Olympiastadion Mnichov, Mnichov diváci: 24 000 rozhodčí: Pablo Sánchez Ibáñez (Španělsko) |

| 23. června 1974 16:00 SEČ |        |             |                                                                              |
| Polsko                    | 2 : 1  | Itálie      | Neckarstadion, Stuttgart diváci: 68 900 rozhodčí: Hans-Joachim Weyland (NSR) |
| Szarmach 38' Deyna 44'    | Report | Capello 85' | Neckarstadion, Stuttgart diváci: 68 900 rozhodčí: Hans-Joachim Weyland (NSR) |

## Semifinálová fáze

### Skupina A
| Tým        | Z | V | R | P | VG | IG | +/- | B |
| ---------- | - | - | - | - | -- | -- | --- | - |
| Nizozemsko | 3 | 3 | 0 | 0 | 8  | 0  | +8  | 6 |
| Brazílie   | 3 | 2 | 0 | 1 | 3  | 3  | 0   | 4 |
| NDR        | 3 | 0 | 1 | 2 | 1  | 4  | -3  | 1 |
| Argentina  | 3 | 0 | 1 | 2 | 2  | 7  | -5  | 1 |

| 26. června 1974 19:30 SEČ        |        |           |                                                                            |
| Nizozemsko                       | 4 : 0  | Argentina | Parkstadion, Gelsenkirchen diváci: 55 348 rozhodčí: Bob Davidson (Skotsko) |
| Cruyff 11', 90' Krol 25' Rep 73' | Report |           | Parkstadion, Gelsenkirchen diváci: 55 348 rozhodčí: Bob Davidson (Skotsko) |

| 26. června 1974 19:30 SEČ |        |     |                                                                              |
| Brazílie                  | 1 : 0  | NDR | Niedersachsenstadion, Hannover diváci: 58 463 rozhodčí: Clive Thomas (Wales) |
| Rivelino 60'              | Report |     | Niedersachsenstadion, Hannover diváci: 58 463 rozhodčí: Clive Thomas (Wales) |

| 30. června 1974 16:00 SEČ |        |                            |                                                                               |
| Argentina                 | 1 : 2  | Brazílie                   | Niedersachsenstadion, Hannover diváci: 38 000 rozhodčí: Vital Loraux (Belgie) |
| Brindisi 35'              | Report | Rivelino 32' Jairzinho 49' | Niedersachsenstadion, Hannover diváci: 38 000 rozhodčí: Vital Loraux (Belgie) |

| 30. června 1974 16:00 SEČ |        |                              |                                                                                 |
| NDR                       | 0 : 2  | Nizozemsko                   | Parkstadion, Gelsenkirchen diváci: 67 148 rozhodčí: Rudolf Scheurer (Švýcarsko) |
|                           | Report | Neeskens 13' Rensenbrink 59' | Parkstadion, Gelsenkirchen diváci: 67 148 rozhodčí: Rudolf Scheurer (Švýcarsko) |

| 3. července 1974 19:30 SEČ |        |             |                                                                          |
| Argentina                  | 1 : 1  | NDR         | Parkstadion, Gelsenkirchen diváci: 53 054 rozhodčí: Jack Taylor (Anglie) |
| Houseman 20'               | Report | Streich 14' | Parkstadion, Gelsenkirchen diváci: 53 054 rozhodčí: Jack Taylor (Anglie) |

| 3. července 1974 19:30 SEČ |        |          |                                                                            |
| Nizozemsko                 | 2 : 0  | Brazílie | Westfalenstadion, Dortmund diváci: 52 500 rozhodčí: Kurt Tschenscher (NSR) |
| Neeskens 50' Cruyff 65'    | Report |          | Westfalenstadion, Dortmund diváci: 52 500 rozhodčí: Kurt Tschenscher (NSR) |

### Skupina B
| Tým        | Z | V | R | P | VG | IG | +/- | B |
| ---------- | - | - | - | - | -- | -- | --- | - |
| SRN        | 3 | 3 | 0 | 0 | 7  | 2  | +5  | 6 |
| Polsko     | 3 | 2 | 0 | 1 | 3  | 2  | +1  | 4 |
| Švédsko    | 3 | 1 | 0 | 2 | 4  | 6  | -2  | 2 |
| Jugoslávie | 3 | 0 | 0 | 3 | 2  | 6  | -4  | 0 |

| 26. června 1974 16:00 SEČ |        |                         |                                                                              |
| Jugoslávie                | 0 : 2  | SRN                     | Rheinstadion, Düsseldorf diváci: 66 085 rozhodčí: Armando Marques (Brazílie) |
|                           | Report | Breitner 39' Müller 82' | Rheinstadion, Düsseldorf diváci: 66 085 rozhodčí: Armando Marques (Brazílie) |

| 26. června 1974 19:30 SEČ |        |          |                                                                           |
| Švédsko                   | 0 : 1  | Polsko   | Neckarstadion, Stuttgart diváci: 43 755 rozhodčí: Ramón Barreto (Uruguay) |
|                           | Report | Lato 43' | Neckarstadion, Stuttgart diváci: 43 755 rozhodčí: Ramón Barreto (Uruguay) |

| 30. června 1974 16:00 SEČ |        |            |                                                                                 |
| Polsko                    | 2 : 1  | Jugoslávie | Waldstadion, Frankfurt nad Mohanem diváci: 55 000 rozhodčí: Rudi Glöckner (NDR) |
| Deyna 24' (pen.) Lato 62' | Report | Karasi 43' | Waldstadion, Frankfurt nad Mohanem diváci: 55 000 rozhodčí: Rudi Glöckner (NDR) |

| 30. června 1974 19:30 SEČ                              |        |                          |                                                                        |
| SRN                                                    | 4 : 2  | Švédsko                  | Rheinstadion, Düsseldorf diváci: 66 500 rozhodčí: Pavel Kazakov (SSSR) |
| Overath 51' Bonhof 52' Grabowski 76' Hoeneß 89' (pen.) | Report | Edström 24' Sandberg 53' | Rheinstadion, Düsseldorf diváci: 66 500 rozhodčí: Pavel Kazakov (SSSR) |

| 3. července 1974 16:30 SEČ |        |            |                                                                                       |
| Polsko                     | 0 : 1  | SRN        | Waldstadion, Frankfurt nad Mohanem diváci: 59 000 rozhodčí: Erich Linemayr (Rakousko) |
|                            | Report | Müller 76' | Waldstadion, Frankfurt nad Mohanem diváci: 59 000 rozhodčí: Erich Linemayr (Rakousko) |

| 3. července 1974 19:30 SEČ  |        |            |                                                                              |
| Švédsko                     | 2 : 1  | Jugoslávie | Rheinstadion, Düsseldorf diváci: 40 000 rozhodčí: Luis Pestarino (Argentina) |
| Edström 29' Torstensson 85' | Report | Šurjak 27' | Rheinstadion, Düsseldorf diváci: 40 000 rozhodčí: Luis Pestarino (Argentina) |

## Vyřazovací fáze

### O bronz
| 6. července 1974 16:00 SEČ |        |          |                                                                                    |
| Brazílie                   | 0 : 1  | Polsko   | Olympiastadion Mnichov, Mnichov diváci: 74 100 rozhodčí: Aurelio Angonese (Itálie) |
|                            | Report | Lato 76' | Olympiastadion Mnichov, Mnichov diváci: 74 100 rozhodčí: Aurelio Angonese (Itálie) |

### Finále
| 7. července 1974 16:00 SEČ |        |                                |                                                                               |
| Nizozemsko                 | 1 : 2  | SRN                            | Olympiastadion Mnichov, Mnichov diváci: 75 200 rozhodčí: Jack Taylor (Anglie) |
| Neeskens 2' (pen.)         | Report | Breitner 25' (pen.) Müller 43' | Olympiastadion Mnichov, Mnichov diváci: 75 200 rozhodčí: Jack Taylor (Anglie) |